# 即墨北站
即墨北站位于中华人民共和国山东省青岛市即墨区通济街道北山东村，是青荣城际铁路的一座车站，规模为2台4线线侧下式站房车站，12米旅客地道1座，站房综合楼建筑面积9988平方米。站前工程于2014年4月上旬结束，于2014年12月28日正式开通。

## 車站周邊
- 神州租车

## 歷史
- 2014年12月28日，随着青荣城际铁路通车启用。[3]